# Regione Centro-Ovest del Brasile
Il Centro-Ovest (in portoghese Centro-Oeste) è una delle cinque regioni che formano il primo livello di suddivisione del Brasile.

## Geografia fisica
È la seconda regione più grande, ma è anche la meno popolosa. Confina con le regioni del Nord, del Nord-Est, del Sud-Est e del Sud, oltre che con gli Stati della Bolivia e del Paraguay.

## Suddivisione

### Stati federati
- Distretto Federale (Brasilia)
- Goiás (Goiânia)
- Mato Grosso (Cuiabá)
- Mato Grosso do Sul (Campo Grande)

### Città principali
- Brasilia (2.562.963)
- Goiânia (1.244.645)
- Campo Grande (724.638)
- Cuiabá (527.113)

## Economia

### Agricoltura

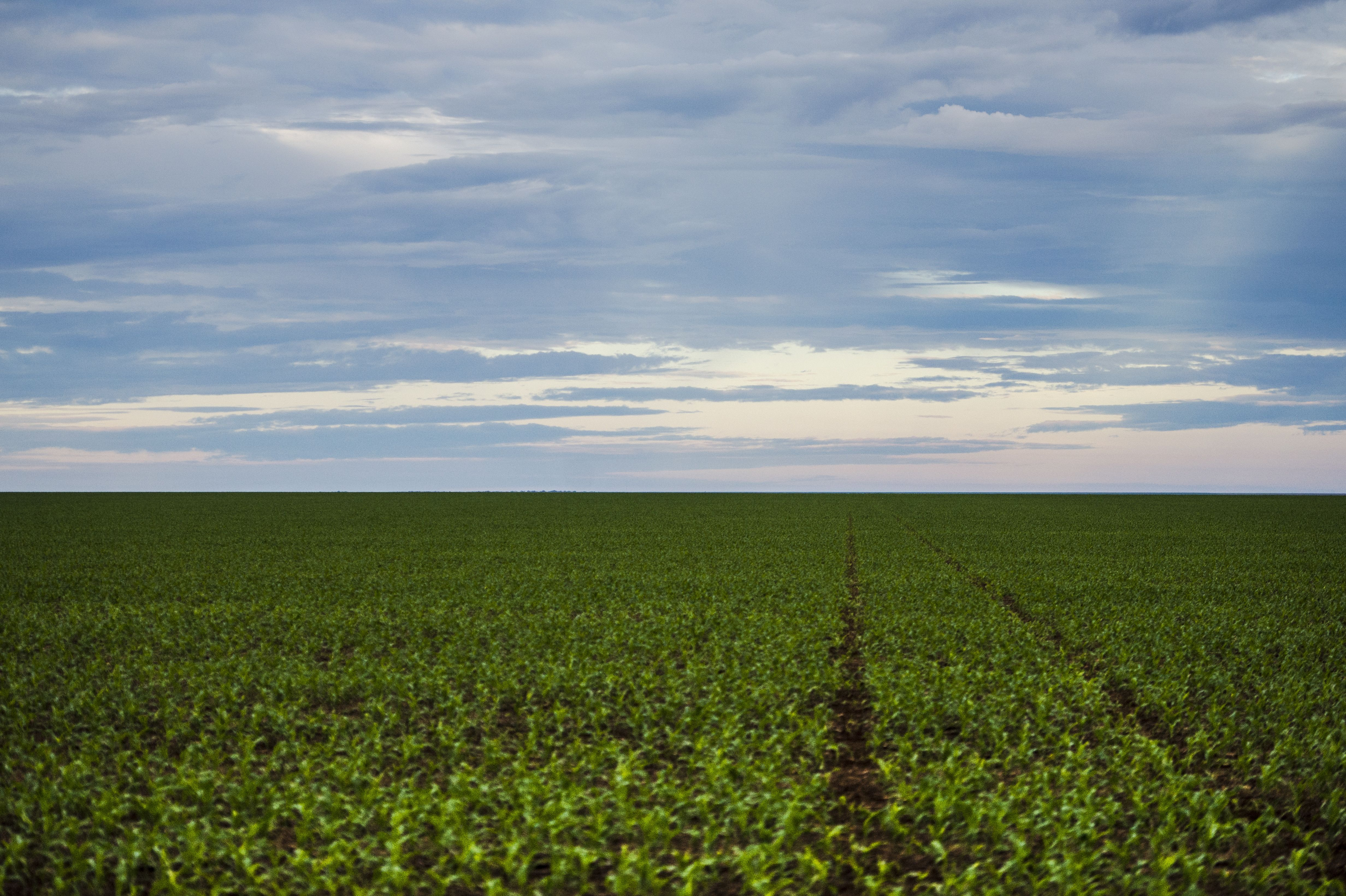
Soia nel Mato Grosso

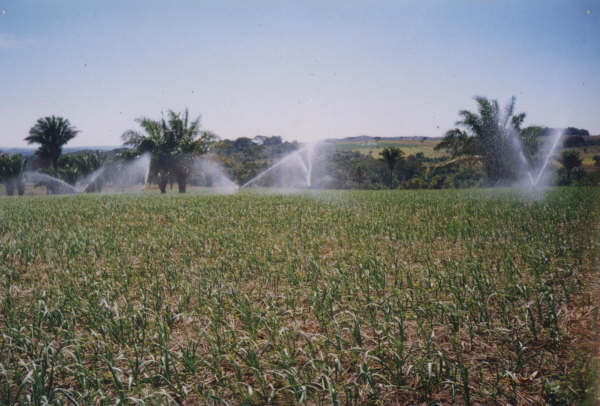
Aglio irrigato, a Goiás

La regione centro-occidentale produce il 46% dei cereali, dei legumi e dei semi oleosi del Paese: 111,5 milioni di tonnellate nel 2020.
Il Mato Grosso è il primo produttore nazionale di cereali del paese, con una quota del 28,0%, con Goiás (10,0%) al 4 ° posto e Mato Grosso do Sul (7,9%) al 5 ° posto.
Il Mato Grosso è il più grande produttore di soia in Brasile, con il 26,9% del totale prodotto nel 2020 (33,0 milioni di tonnellate). Nella raccolta 2019/20, Goiás è stato il quarto produttore di soia, con 12,46 milioni di tonnellate. Il Mato Grosso do Sul ha prodotto 10,5 milioni di tonnellate nel 2020, uno dei più grandi stati produttori del Brasile, intorno al quinto posto. Il Brasile è il più grande produttore di soia al mondo, con 120 milioni di tonnellate raccolte nel 2019.
Nel 2017, il Mato Grosso è stato il più grande produttore di mais nel paese; quarto, Goiás. Nel 2019, il Mato Grosso do Sul è stato anche uno dei maggiori produttori di mais del paese con 10,1 milioni di tonnellate. Il Brasile è il secondo maggior produttore di mais al mondo, con 107 milioni di tonnellate raccolte nel 2019.
Goiás è il secondo più grande produttore di canna da zucchero nel paese, l'11,3% della produzione nazionale, con 75,7 milioni di tonnellate raccolte nel raccolto 2019/20. Il Mato Grosso do Sul è al quarto posto, con circa 49 milioni di tonnellate raccolte. Il Mato Grosso ha raccolto 16 milioni di tonnellate, rimanendo al sesto posto.
Il Mato Grosso è anche il maggior produttore di cotone in Brasile, con circa il 65% della produzione nazionale (1,8 dei 2,8 milioni di tonnellate raccolte nel paese). Goiás è al quarto posto.
Il Mato Grosso è il terzo produttore di fagiolo nel paese, con il 10,5% della produzione brasiliana. Goiás è stato il quarto più grande produttore di fagioli in Brasile nel raccolto 2017/18, con 374.000 tonnellate e ha circa il 10% della produzione del paese. Il Brasile è il terzo produttore di fagioli al mondo.
Goiás e Minas Gerais rappresentano il 74,8% della produzione brasiliana di sorgo. Goiás ha la leadership nazionale: ha prodotto il 44% della produzione agricola brasiliana nel ciclo 2019/2020, con un raccolto di 1,09 milioni di tonnellate.
Goiás è anche leader nella produzione brasiliana di pomodoro: nel 2019 ha prodotto oltre 1,2 milioni di tonnellate, un terzo della produzione totale del Paese.
La regione centro-occidentale ha anche produzioni rilevanti di aglio, girasole e manioca. 

### Bestiame

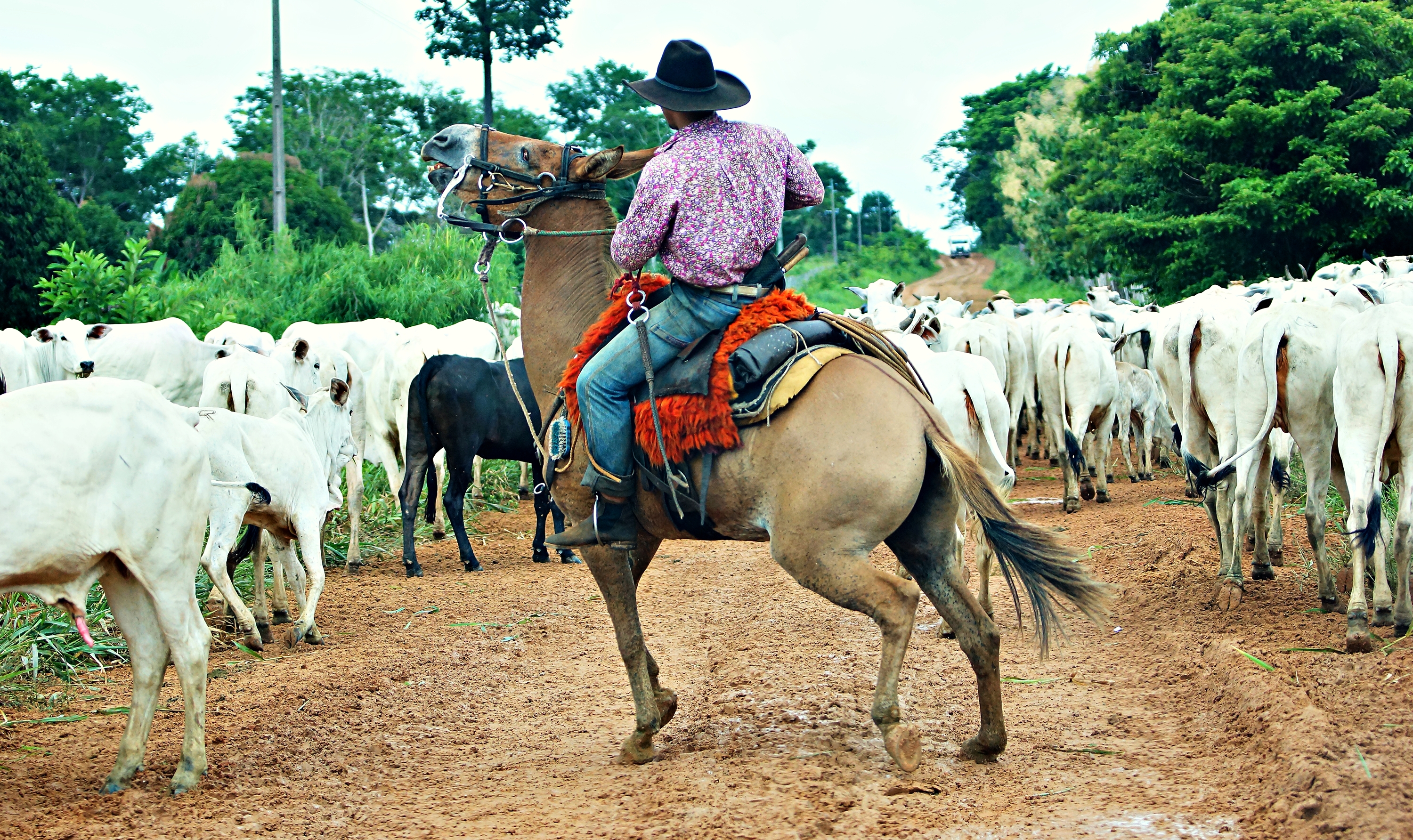
Bestiame nel Mato Grosso

Tra i bovini, il Brasile aveva quasi 215 milioni di capi di bestiame nel 2017. Il Centro-Ovest aveva 74 milioni di capi, il 34,5% del totale brasiliano, essendo la regione leader del paese. Per quanto riguarda la carne suina, il Brasile aveva quasi 42 milioni di suini nel 2017. Il Centro-Ovest aveva quasi il 15% del totale (6,2 milioni). Nel pollame, il Brasile aveva un totale di 1.400 milioni di polli nel 2017. Il Centro-Ovest aveva il 12,2% del totale (172 milioni). Nella produzione di latte, il Brasile ha prodotto 33,5 miliardi di litri nel 2017. Il Centro-Ovest ha prodotto il 12% del totale (quasi 4 miliardi di litri). Nella produzione di uova, il Brasile ha prodotto 4,2 miliardi di dozzine nel 2017. Il Centro-Ovest ha prodotto l'11,6% (489 milioni di dozzine).

### Estrazione mineraria

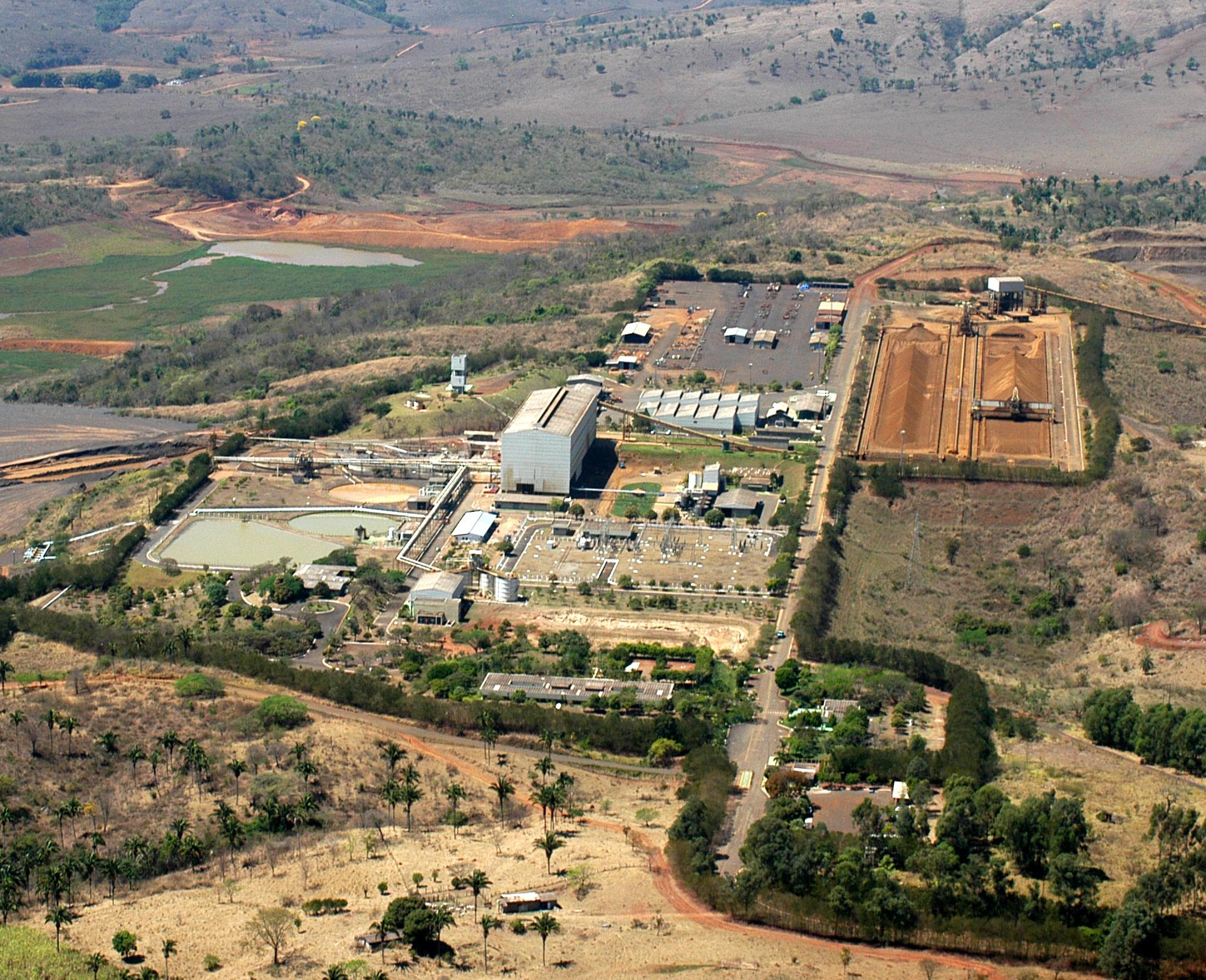
Complesso chimico-minerale dell'azienda Fosfértil in Catalão.

Goiás detiene il 4,58% della partecipazione mineraria nazionale (3 ° posto nel paese). Nel 2017, a nichel, Goiás e Pará sono gli unici due produttori del paese, con Goiás il primo in produzione, avendo ottenuto 154.000 tonnellate per un valore di R $ 1,4 miliardi. In rame, è stato il secondo più grande produttore del paese, con 242.000 tonnellate, per un valore di R $ 1,4 miliardi. In oro, è stato il quarto più grande produttore del paese, con 10,2 tonnellate, per un valore di 823 milioni di R $. In niobio (sotto forma di piroclor), è stato il secondo maggior produttore del paese, con 27.000 tonnellate, per un valore di 312 milioni di R $. In alluminio (bauxite), è stato il terzo più grande produttore del paese, con 766.000 tonnellate, per un valore di R $ 51 milioni. Sempre nel 2017, nel Centro-Ovest, il Mato Grosso aveva l'1,15% della partecipazione mineraria nazionale (quinto posto nel Paese) e il Mato Grosso do Sul lo 0,71% della partecipazione mineraria nazionale (sesto posto nel Paese). Il Mato Grosso ha prodotto oro (8,3 tonnellate per un valore di 1 miliardo di R $) e stagno (536 tonnellate per un valore di 16 milioni di R $). Il Mato Grosso do Sul aveva una produzione di ferro (3,1 milioni di tonnellate per un valore di R $ 324 milioni) e manganese (648.000 tonnellate per un valore di R $ 299 milioni).

### Industria

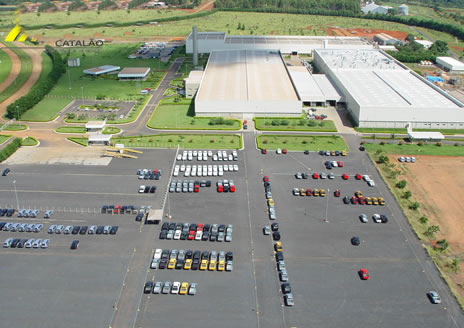
Stabilimento Mitsubishi a Goiás

Il Centro-Ovest detiene il 6% del PIL industriale del Paese.
In Brasile, il settore automobilistico rappresenta circa il 22% del PIL industriale. Goiás ha stabilimenti Mitsubishi, Suzuki e Hyundai.
In Três Lagoas, la produzione di carta e cellulosa è considerevole. Il Mato Grosso do Sul ha registrato una crescita superiore alla media nazionale nella produzione di cellulosa, ha raggiunto la soglia di 1 milione di ettari di alberi di eucalipto piantati, ha ampliato il proprio parco industriale nel settore e si è consolidato come il più grande esportatore del prodotto nel paese nel primo trimestre del 2020. Tra gli anni dal 2010 al 2018, la produzione di Mato Grosso do Sul è aumentata del 308%, raggiungendo i 17 milioni di metri cubi di tondo per carta e cellulosa nel 2018. Nel 2019, il Mato Grosso do Sul ha raggiunto la leadership delle esportazioni nel prodotto nel paese, con 9,7 milioni di tonnellate vendute: il 22,20% delle esportazioni totali di cellulosa brasiliana in quell'anno.